# Gura Ocniței, Dâmbovița
Gura Ocniței este satul de reședință al comunei cu același nume din județul Dâmbovița, Muntenia, România.
Aici se află Centrul de Recuperare și Reabilitare Neuropsihiatrică Gura Ocniței, inaugurat în iulie 2004.
Este complex unic în țară, atât ca proiectare, realizare și dotare, cât și ca procedee de cură utilizate.
În anul 2008, în acest centru erau internați aproape 400 de bolnavi.